# Forró rágógumi 7. – Hancúr hotel
A Forró rágógumi 7. – Hancúr hotel ( Ahava Tzeira,  Eis am Stiel 7: Verliebte Jungs,  Lemon Popsicle VII. – Young Love) 1987-es izraeli–német kultuszfilm. A Forró rágógumi sorozat hetedik darabja.

## Történet
Huey szülei elutaznak nyaralni, Huey-nak sikerül otthonról elkötni az apja féltve őrzött Cadillac-jét. Haverjaival el is viszik egy próbakörre, de csak az első fáig jutnak vele. Gyorsan össze kell szedni a javíttatásra való pénzt.Munkát vállalnak a tengerparti hotelben, ahol azonban inkább a rengeteg izgalmas fürdőruhás lány érdekli őket, mintsem az unalmas pénzkeresés...

## Szereplők
| Szerep            | Színész         | Magyar hang     |
| ----------------- | --------------- | --------------- |
| Benji / Bentzi    | Yftach Katzur   | Fekete Zoltán   |
| Bobby / Momo      | Jonathan Sagall | Markovics Tamás |
| Huey / Yudale     | Zachi Noy       | Kerekes József  |
| Sandy             | Sonja Martin    |                 |
| Hertha            | Eva Astor       |                 |
| Alfred            | Michael Gahr    |                 |
| Lili              | Linda Carol     |                 |
| Schnitzer Jr.     | Leonard Lansink |                 |
| Linette           | Sibylle Rauch   |                 |
| Linette férje     | Gregory Tal     |                 |
| Patty             | Sissi Pitz      |                 |
| Testépítő         | Itzhak Aharon   |                 |
| Testépítő barátja | Dorit Adi       |                 |
| Séf               | Igor Borisov    |                 |
|                   | Armon Bismout   |                 |
|                   | Meir Almog      |                 |